# Indigofera argentea
Indigofera argentea är en ärtväxtart som beskrevs av Nicolaas Laurens Nicolaus Laurent Burman. Indigofera argentea ingår i släktet indigosläktet, och familjen ärtväxter. Inga underarter finns listade i Catalogue of Life.